# ボレスワフ4世
ボレスワフ4世ケンジェジャヴィ（Bolesław IV Kędzierzawy, 1120年 - 1173年1月5日）は、ポーランド大公（在位：1146年 - 1173年）。ボレスワフ3世と2度目の王妃サロメ・フォン・ベルク＝シェルリンゲンの子として生まれた。ヴワディスワフ2世の異母弟、ミェシュコ3世、ヘンリク、カジミェシュ2世の同母兄。巻毛公（Kędzierzawy）と称される。

## 生涯
1138年に父が死ぬと、シロンスク公で異母兄のヴワディスワフ2世がポーランド大公となった。若いボレスワフ4世はマゾフシェとクヤヴィを継承し、マゾフシェ公となった。
1146年にヴワディスワフ2世を追放するとクラクフ領とシロンスクを継承し、ボレスワフ4世自身がポーランド大公となった。しかし、1163年にローマ皇帝フリードリヒ1世が外交で圧力をかけたため、甥のボレスワフ1世・ミェシュコ1世兄弟にシロンスクを返還した。死後は息子レシェックがマゾフシェ公を継承したのみで、クラクフとグニェズノを継承したのは同母弟のミェシュコ3世であった。

## 子女
1137年、プスコフ公ヴセヴォロドの娘ヴィエルチョスワヴァ・ノヴォグロズカと結婚。
- ボレスワフ（1156年 - 1172年）
- 娘（1160年以前 - 1178年以降） - 1172年もしくは1173年に、ヴァシリコ・ヤロポルコヴィチ（シュムスク公、後にドロヒチン公）と結婚したとする説がある。
- レシェク（1162年 - 1186年） - マゾフシェ公